# Главпромстрой
Главпромстрой (Главное управление лагерей промышленного строительства, ГУЛПС) НКВД/МВД СССР — управление Главного управления лагерей НКВД/МВД СССР, которому поручалось возведение заводов черной и цветной металлургии, целлюлозно-бумажной и спиртовой промышленности, судостроительных заводов, а в послевоенные годы — строительство объектов атомной промышленности СССР. Существовало с 26 февраля 1941 года до передачи 24 марта 1955 года в ведение Министерства среднего машиностроения.

## Создание и функции
Главпромстрой был создан на базе Управления лагерей промышленного строительства ГУЛАГа НКВД приказом Наркомата № 00212 от 26 февраля 1941 г. В этот момент в его структуру входили 17 исправительно-трудовых лагерей, из которых шесть, при предприятиях чёрной металлургии, приказом НКВД № 00576 от 14 мая 1941 г. были переданы в специализированное Главное управление лагерей горно-металлургических предприятий.
После начала войны в июне—августе 1941 года часть лагерей закрыли или передали в территориальные управления исправительно-трудовых лагерей и колоний (УИТЛК). В свою очередь, согласно приказу НКВД № 0450 от 24 октября 1941 г. Главпромстрою передали законсервированные строительные объекты и два ИТЛ Главного управления лагерей гидротехнического строительства — Опокский и Широковский. Силами этих организаций в 1943—1947 гг. велось строительство гидроэлектростанций и восстановление Беломорско-Балтийского канала.

### Атомный проектСССР
После атомной бомбардировки Хиросимы и Нагасаки советское правительство предприняло экстренные меры для создания альтернативы ядерной мощи США, для чего необходимо было построить целые закрытые города, где было бы организовано производство компонентов для отечественной атомной бомбы. Эту промышленность развернули на Урале, а возведение объектов Первого главного управления при СМ СССР было поручено Главпромстрою. Решение об использовании труда заключённых на совершенно секретных стройках принял Специальный комитет при Совете Министров СССР, обладавший чрезвычайными полномочиями по реализации атомного проекта. К этому времени Главпромстрой накопил огромный опыт возведения сложнейших промышленных объектов в сложных условиях и сформировал для этого руководящие кадры.
19 октября 1946 г. главк стал «специальной организацией для строительства предприятий и учреждений Первого главного управления» (приказ МВД № 00932). Вплоть до 1953 года большинство лагерей главка выполняли работы Первого и Второго главных управлений в рамках «атомного проекта»). В соответствии с приказом МВД № 00133  от 21 февраля 1950 г.  Главпромстрою было поручено строительство 17 «дач с обстановкой»  и один дом-особняк для учёных, создавших советскую атомную бомбу: в Московской области около «селения Барвиха – Жуковка» силами стройуправления № 560, под Ленинградом – в Комарово стройуправлением № 258, на  Южном берегу Крыма – стройуправлением № 940.

### Нефтеперерабатывающие заводы
Первоначально строительство НПЗ планировали поручить отдельному главку № 11 МВД СССР (постановление СМ СССР № 4730-1820с от 15 октября 1949 г., приказ МВД СССР № 0751 от 1 ноября 1949 г.), который должны были организовать начальник Главпромстроя А. Н. Комаровский и его заместитель Н. Н. Волгин. Этот приказ не был реализован, вместо этого соответствующее управление было организовано в структуре Главпромстроя (приказ МВД СССР № 00428 от 3 июля 1950 г.), возглавил его полковник Н. Н. Волгин. Через год, 8 октября 1951 г. , был принят приказ МВД СССР № 0720 о выделении этого управления в главк — Главное управление лагерей по строительству нефтеперерабатывающих заводов и предприятий искусственного жидкого топлива, Главспецнефтестрой МВД СССР. Руководил им всё тот же Н. Н. Волгин. В 1948—1951 гг. Главпромстрой организовал несколько лагерей для строительства нефтеперерабатывающих заводов.

### Сталинские высотки
15 апреля 1949 г. был подписан Приказ № 223 МВД СССР, возложивший на начальника Главпромстроя А. Н. Комаровского ответственность за изготовление на подведомственном главку Рыбинском механическом заводе № 1 металлического каркаса первой «сталинской высотки» — жилого дома МВД на Котельнической набережной в Москве, который представлял собой верх технического прогресса в строительных технологиях своего времени.
С января 1952 г. по апрель 1953 гг. подведомственные главку ИТЛ строительств Особого района № 560 и № 352 обслуживали сооружение зданий физического, химического, биолого-почвенного факультетов МГУ, Института геохимии им. В. И. Вернадского АН СССР, ФИАН, института им. Карпова, Научно-исследовательского вакуумного института, принимал участие в строительно-монтажных работах и отделке комплекса МГУ на Ленинских горах. Отделочные работы высотки МГУ выполняли рабочие лагерных подразделений ИТЛ Особого района. Например, отделку внутренних помещений 24-30 этажей вели 368 заключённых лагпункта «Высотный», из которых 208 были женщины. Этот лагпункт занимал все комнаты и коридоры 23 этажа и был изолирован на лестничных площадках и маршах, в вентиляционных коробах, лифтовых колодцах на 22 этаже и усиленно охранялся. Кроме «Высотного», в Особом районе числились лагерные отделения № 1, № 2 и № 4 общей численностью 7 105 человек, которые занимались строительством факультетов МГУ и располагались в 2-3 км от объекта в бараках и брезентовых палатках. Объём всех построенных в этот год силами Главпромстроя новых зданий Московского университета составил 2 718 590 м³.

### Другие объекты
Силами Главпромстроя были построены объекты военного назначения, промышленные предприятия в Саратове, жилые дома в Кузбассе.
Главпромстрой за 3 года (1944—1946) возвёл Закавказский металлургический завод в Рустави, восстанавливал разрушенные войной порты в Риге и Таллине.

## Вклад в экономику
Главпромстрой возвел с нуля наибольшее количество промышленных объектов из всех производственных главков НКВД/МВД СССР: 275 крупных заводов и комбинатов без учёта строительства вспомогательных производств, реконструкции и ремонта. Это предприятия военно-промышленного назначения, в том числе авиационные и артиллерийские заводы, заводы коллоксилина и нитроглицериновых порохов и аммиачно-селитренных взрывчатых веществ, после войны — заводы стройматериалов, металлургии, сухой штукатурки, армопенобетона, кирпичные, бетонные, асфальтовые заводы. Главпромстрой также отвечал за строительство судоремонтных, электровакуумных, машиностроительных предприятий. Для сравнения — следующее по количеству построенных промышленных объектов Главное управление лагерей горно-металлургических предприятий построило только 29 предприятий, Дальстрой — 24.

### Построенные заводы и комплексы
Поскольку архивы главка до сих пор не рассекречены, а многие объекты в послевоенное время строились под номерами, полный список построенных Главпромстроем предприятий составить невозможно. Однако наиболее значительные из них известны.
- Челябинский металлургический комбинат,
- Ново-Тагильский металлургический и коксохимический заводы,
- Богословский алюминиевый завод,
- Закавказский металлургический завод,
- Комплекс промышленных объектов и соцкультбыта в Саратове: станкостроительный завод, завод по производству специальных ламп для радиолокационных установок, радиоприемников и телевизоров, завод по производству мощных генераторных ламп и научно-исследовательский институт электровакуумной промышленности. Одновременно с военно-промышленными объектами были построены: благоустроенный жилой поселок из 52 домов, 3 школы на 2100 учащихся, больничный городок, детские сады, ясли, магазины, поликлиники,

### Атомные объекты
Для создания атомной промышленности советское руководство выбрало Урал. Первыми атомными объектами стали комбинаты № 813 и № 817, которые должны были получать ядерное топливо двух разных модификаций: по 100 г в сутки урана-235 и плутония-239 соответственно При изыскании площадок для строительства внимание правительственной комиссии под руководством профессора И. К. Кикоина было обращено на поиск законсервированных начатых объектов промышленности, чтобы сократить время возведения объектов.
28 сентября 1945 года Специальный комитет принял решение о командировании правительственной комиссии для поиска площадок для строительства, а уже 26 октября эти площадки были принципиально утверждены. После оценки окончательных вариантов Комбинат № 813 был размещён на законсервированной площадке авиазавода, Комбинат № 817 — на новой территории, выбранной по настоянию научного руководителя объекта академика И. В. Курчатова, так как в озёрной полосе Южного Урала находилось много похожих по очертанию водоёмов, что помогало ввести в заблуждение воздушную разведку противника.
30 ноября 1945 года Специальный комитет принял окончательное решение о размещении первых двух заводов. Оно было закреплено 21 декабря Постановлением СНК СССР № 3150-952 сс.
Объём необходимых строительных работ был очень большим, а сроки сдачи объектов — сжатыми, поэтому было решено привлечь к строительству опытные и укомплектованные квалифицированными кадрами организации Главпромстроя НКВД СССР: в Челябинской области — Челябметаллургстрой, в Свердловской — Тагилстрой. Для строительства заводов были созданы специальные строительные управления НКВД № 865 (Комбинат № 813) и № 1418 (Комбинат № 817). Строительство обоих заводов началось в 1946 году, а уже в 1949-м они дали первую продукцию.

## География
Вопреки общепринятому в начале 1990-х годов мнению о том, что исправительно-трудовые лагеря системы ГУЛАГа размещались только в отдаленных районах севера и востока СССР, рассекречивание архивных документов выявило, что это не так. Возможность исправиться через общественно полезный труд советская власть предоставляла везде, где требовалось за короткие сроки создать объекты городской инфраструктуры или промышленности. Порой именно с лагерной зоны начиналось возведение новых городов в необжитых районах (Норильск), Печора). В случаях, когда лагерь создавался при сооружении автомагистралей или железных дорог, он буквально был "передвижным": его дислокация менялась по мере продвижения строительства.
Исправительно-трудовые лагеря Главпромстроя устраивались почти во всех союзных республиках (РСФСР, Украина, Узбекистан, Казахстан, Грузия, Киргизия, Таджикистан, Эстония, Карело-Финская ССР) и климатических поясах, нередко рядом с крупными городами: Москва, Ленинград, Ярославль в европейской части России; Архангельск и Мурманск на севере; Челябинск и Свердловск  на Урале; Омск, Новосибирск, Томск, Кемерово, Красноярск в Сибири. Исходя из этого,  в Главпромстрое была разработана система климатических районов и поясов расположения ИТЛ.  Так, на август 1954 г. Главпромстрою подчинялись входили 13 лагерей в холодных районах (Свердловская, Иркутская, Новосибирская области), 16 в районах с умеренным климатом (Подмосковье, Удмуртия, Крым) и всего один в районе с жарким климатом (Киргизия).

## Реорганизации
На 1 апреля 1945 года, согласно справке начальника Центрального финансового отдела НКВД СССР генерал-майора интендантской службы Л. И. Берензона, поданной заместителю НКВД СССР Б. П. Обручникову, в центральном аппарате Главпромстроя при штатной численности 139 единиц работало 116 человек.
25 мая 1948 г. были утверждены новая структура и штаты Главпромстроя МВД СССР. Согласно приказу МВД СССР от 19 июля 1948 года руководство Главпромстроем со стороны министерства возложено на заместителя министра А. П. Завенягина.
25 апреля 1950 г. приказом МВД СССР № 0279 в составе министерства был создан Технический совет, «в связи с возникновением и развитием в составе МВД СССР ряда крупных промышленных предприятий, руководство которыми требовало систематического контроля и наблюдения за правильным осуществлением технической политики, внедрением новой технологии и новой техники, а также для улучшения технического руководства возросшими объемами работ по строительству и необходимостью организации постоянного обмена опытом между главками МВД СССР». Эксперты Технического совета принимали участие в планировании и организации работ Главпромстроя.
С 10 февраля 1951 года А. П. Завенягин курирует в МВД только Главпромстрой, тогда как ГУЛаг находится в ведении другого заместителя министра, И. А. Серова (распоряжение МВД СССР № 155). Постановлением СМ СССР № 3066 от 20 августа 1951 г. генерал-лейтенанта А. П. Завенягина освобождают от должности заместителя министра.
18 марта 1953 г. Главпромстрой как структура управления производством был переведён в ведение Министерства среднего машиностроения СССР (постановление СМ СССР № 832-370сс), а его рабочая сила — в ГУЛаг (приказ Министерства юстиции № 0013 от 2 апреля 1953 г.).
16 марта 1954 г. Главпромстрой возвратили в МВД, 3 февраля 1955 г. приказом МВД № 0056 передав в его подчинение 15 ИТЛ и три лагерных отделения (ЛО).
Однако 24 марта 1955 года главк уже окончательно передают в Минсредмаш, а лагеря возвращают в подчинение ГУЛага МВД СССР (приказ МВД СССР № 00135).

## Руководители
С 26 февраля 1941 года — Георгий Михайлович Орлов (майор госбезопасности, впоследствии генерал-майор инженерно-технической службы, министр лесной промышленности СССР (1954—1957)).
С 25 мая 1944 г. — Александр Николаевич Комаровский (генерал-майор инженерно-технической службы), руководил управлением до окончательной передачи в Минсредмаш, за исключением нескольких месяцев с 21 ноября 1951 г. по 11 июля 1952 г., когда на этой должности работал генерал-майор инженерно-технической службы Ф. А. Гвоздевский.

## Численность работающих[1]
| Дата | Число лагерей в главке | Численность заключённых в лагерях, всего | Прирост или убыль | Примечание |
| 01.03.1941 | 17                     | 93 394                                   |                   | |
| 01.01.1942 | 9                      | 75 835                                   | — 17 559          | приказом НКВД № 00576 от 14 мая 1941 г. 6 ИТЛ при предприятиях чёрной металлургии переданы в ГУЛГМП, приказом НКВД № 0450 от 24 октября 1941 г. Главпромстрою переданы объекты и два ИТЛ Главного управления лагерей гидротехнического строительства, несколько ИТЛ закрыты с началом Великой Отечественной войны |
| 01.01.1943 | 13 ИТЛ и 1 ОЛП         | 103 962                                  | + 28 127          | |
| 01.01.1944 | 12 ИТЛ и 1 ОЛП         | 83 355                                   | — 20 607          | |
| 01.01.1945 | 13 ИТЛ                 | 103 134                                  | + 19 779          | |
| 01.01.1946 | 10 ИТЛ                 | 67 447                                   | — 35 687          | |
| 01.01.1947 | 16 ИТЛ                 | 78 599                                   | + 11 152          | |
| 01.01.1948 | 17 ИТЛ                 | 138 071                                  | + 59 472          | |
| 01.01.1949 | 14 ИТЛ                 | 124 237                                  | — 13 834          | |
| 01.01.1950 | 19 ИТЛ                 | 183 731                                  | + 59 494          | |
| 01.01.1951 | 20 ИТЛ                 | 211 172                                  | + 27 441          | |
| 01.01.1952 | 21 ИТЛ                 | 187 413 1                                | — 23 759          | |
| 01.01.1953 | 40 ИТЛ                 | 221 944 1                                | + 34 531          | |
| 01.03.1955 | 15 ИТЛ и 3 ЛО          | 98 996                                   | — 122 948         | |
| 1 Отсутствуют данные по численности контингента в шести ИТЛ, поэтому реальное количество нужно увеличить на 12-15 тысяч человек. |                        |                                          |                   | |

## Эффективность и оплата труда заключённых
Общественно-полезный труд считался в СССР основным средством перевоспитания преступников, а производственная деятельность и социальные вопросы работы ГУЛАГа регулировались законодательно.
7 апреля 1930 г. было утверждено постановлением СНК СССР «Положение об ИТЛ и колониях». На работу этих структур распространялось законодательство СССР о труде, правила по охране труда и технике безопасности.
10 июля 1954 г. Совет Министров СССР утвердил новое «Положение об исправительно-трудовых лагерях и колониях МВД СССР», установившее новые правила трудового использования заключенных, с 8-часовым рабочим днём для содержавшихся на общем и облегченном режиме заключённых и 9-часовым — для содержавшихся на строгом режим. Эта продолжительность могла быть уменьшена либо увеличена в соответствии со световым днём по указаниям Министерства среднего машиностроения СССР и ГУЛАГа МВД СССР, однако при увеличении продолжительности дополнительный час оплачивался как сверхурочный.

### Методы стимулирования производительности
Поскольку эффективность труда заключённых в ряде отраслей отставала от показателей вольнонаёмных рабочих, руководство МВД СССР в послевоенные годы предпринимало различные методы её стимулирования.
В июле 1947 г. заместитель министра внутренних дел СССР В. В. Чернышов приказом разрешил поощрение 100 граммами водки один раз в пять дней за выполнение норм выработки.
17 декабря 1948 г. постановлением Совета Министров СССР «О зачетах рабочих дней заключенным» был установлен порядок поощрения заключенных, выполняющих и перевыполняющих производственные нормы и обеспечивающих качество работ на порученном им участке работы и соблюдающих лагерный режим. На основании зачета рабочих дней специальные комиссии в соответствии с приказом МВД и Генерального прокурора СССР № 00683-150 сс (1948 г.) принимали решения о сокращении срока заключения независимо от статьи, по которой человек был осужден (за исключением особо тяжких преступлений и зон строгого режима, к которым зачёты не применялись).
В апреле 1949 г. министр внутренних дел СССР С. Н. Круглов на совещании с руководством ИТЛ и колоний поставил задачу улучшить эффективность экономической деятельности превратить ИТЛ и сделать их образцовыми. После обсуждения соответствующих мер в низовых организациях 13 марта 1950 г. было принято Постановление СМ СССР № 1065-376сс «О внедрении оплаты труда и о мероприятиях по дальнейшему повышению производительности труда заключённых». Этот документ предусматривал внедрение сдельно-прогрессивной и премиальной оплаты труда заключённых, которая по должностным окладам и тарифной сетке, а также условиям договора не должна была отличаться от системы оплаты труда вольнонаёмных рабочих. Принятый в исполнение Постановления Совета Министров приказ МВД № 00273.
В своем −1950 г. министр внутренних дел СССР указал на необходимость предоставлять хорошо работающим заключенным улучшенные жилищно-бытовые условия за плату, предусмотреть на территории жилой зоны лагерей бараки комнатной системы, а также магазины, ларьки и столовые для питания за плату, провести широкую разъяснительную работу о переходе на организацию трудового использования заключенных с оплатой труда денежными средствами. Работники ИТЛ, секретари партийных организаций и счётно-финансовый аппарат лагерей разъясняли суть этого постановления во всех лагерных подразделениях. В связи с введением для контингентов лагерей и колоний МВД заработной платы в течение второй половины 1950 г. наблюдался рост производительности труда.